# Granatnik HK369
HK369 – prototypowy granatnik rewolwerowy kalibru 40 mm zaprojektowany przez niemiecką firme zbrojeniową Heckler & Koch w roku 2019.

## Historia
W roku 2019 firma Heckler & Koch opracowała prototyp niemieckiego granatnika rewolwerowego. O rozpoczęciu prac przez firmę można było się dowiedzieć za pośrednictwem niemieckiego magazynu „Europäische Sicherheit und Technik”. Produkcja seryjna HK369 miała przypaść na 2022 rok, ale nie ma informacji czy jest już produkowany.

## Opis
Granatnik ma mieć magazynek bębnowy mieszczący 6 naboi kalibru 40 mm. Sam bęben ma być wychylany na bok jak w rewolwerze, w odróżnieniu do popularnej konstrukcji Milkor MGL i jego kopii. Nowa konstrukcja H&K ma być bronią samopowtarzalną. HK369 ma mieć siedmiopozycyjną wysuwaną kolbę osadzoną na dwóch prętach przesuwających się w prowadnicach umiejscowionych po bokach, na całej długości ramy. Granatnik prawdopodobnie będzie wykonany głównie ze stopu aluminium i polimeru. Granatnik ma być kompatybilny nie tylko ze standardowymi granatami 40 mm, ale i z amunicją specjalną, np. z gazem łzawiącym lub amunicją woreczkową. Na zdjęciach prototypowych brakuje mechanicznych przyrządów celowniczych, ale HK369 ma być wyposażony z szynę montażową STANAG 4694, umożliwiającą montaż celowników optycznych.